# كليفلاند براون
كليفلاند براون هو شخصية خيالية في المسلسل الأمريكي فاميلي غاي والمسلسل المشتق منه ذا كليفلاند شو.